# Фудбалска репрезентација Судана
Фудбалска репрезентација Судана је фудбалски тим који представља Судан на међународним такмичењима и под контролом је Фудбалског савеза Судана.
На Афричком купу нација су учествовали седам пута, а учешће на Афричком купу нација 2012. ће бити њихово осмо учешће на овом фудбалском такмичењу. Најбољи пласман су остварили на Афричком купу нација 1970. када су освојили прво место. Два пута су освајали друго место и једном треће место. 
Никада нису учествовали на Светском првенству.

## Резултати репрезентације

### Светско првенство
| Година       | Рунда                 |
| ------------ | --------------------- |
| 1930 до 1954 | Нису учествовали      |
| 1958 до 1966 | Повукли се            |
| 1970 до 1974 | Нису се квалификовали |
| 1978         | Повукли се            |
| 1982 до 1990 | Нису се квалификовали |
| 1994         | Повукли се            |
| 1998 до 2018 | Нису се квалификовали |

### Афрички куп нација
| Првенство    | Пласман                     |
| ------------ | --------------------------- |
| 1957         | 3. место                    |
| 1959         | 2. место                    |
| 1962         | Није се квалификовала       |
| 1963         | 2. место                    |
| 1965 до 1968 | Није се квалификовала       |
| 1970         | 1. место                    |
| 1972         | Рунда 1                     |
| 1974         | Није се квалификовала       |
| 1976         | Рунда 1                     |
| 1978         | Повукли се                  |
| 1980         | Није се квалификовала       |
| 1982         | Нису учествовали            |
| 1984         | Није се квалификовала       |
| 1986         | Повукли се                  |
| 1988 до 1996 | Није се квалификовала       |
| 1998         | Повукли се из квалификација |
| 2000         | Нису учествовали            |
| 2002 до 2006 | Није се квалификовала       |
| 2008         | Рунда 1                     |
| 2010         | Није се квалификовала       |
| 2012         | четвртфинале                |
| Укупно       | 8/19                        |